# Mica Insulă a Războiului
Mica Insulă a Războiului (în sârbă Мало ратно острво, cu alfabetul latin: Malo ratno ostrvo) sau Insula Cailor (în sârbă Коњско острво, cu alfabetul latin: Konjsko ostrvo) este o insulă fluvială (ada) din Serbia, situată la vărsarea râului Sava în Dunăre. Face parte din orașul Belgrad propriu-zis, capitala Serbiei, și aparține de suburbia Zemun.

## Localizare
Insula este situată între malul sudic al Marei Insule a Războiului și malul drept al Dunării în municipiul Novi Beograd (cartierul Ušće), la doar 200 de metri de confluența Savei în Dunăre.

## Caracteristici
Insula a fost mult mai mare înainte de Al Doilea Război Mondial. Când a început construcția Noului Belgrad în 1948, nisipul de pe insulă a fost transportat pe continent cu benzi transportoare mari și folosit pentru a acoperi mlaștina pe care urma să fie construit noul oraș. În acest proces, insula s-a micșorat și uneori se spune în mod poetic astăzi că „Novi Beograd este un oraș pe insulă”.
Ceea ce a mai rămas din insulă este, practic, o fâșie subțire de pământ, mai puțin de 300 de metri lungime și 60 de metri cea mai mare lățime. Insula este complet acoperită de vegetație (plopi) și inaccesibilă pentru vizitatori, dar poate fi observată din restaurante de tip barjă de pe malul Dunării.

## Istorie
Insula a fost numită anterior „Konjsko ostrvo”, „insula cailor”. Originea numelui nu poate fi confirmată de nicio sursă specifică, dar insula a fost folosită ca pășune pentru animale. De asemenea, când au călătorit pe cealaltă parte a râului pentru comerț sau provizii, Prečani și-au lăsat caii pe insulă.

## Zonă protejată
Proprietatea naturală Marea Insulă a Războiului, care este formată din cele două insule (Marea Insulă a Războiului și Mica Insulă a Războiului), a fost declarată zonă de merit excepțional din 8 aprilie 2005. Se află sub conducerea Societății de Utilități Publice Zelenilo-Belgrad și Administrația comunei Zemun. Decizia privind protejarea zonei a fost luată de Adunarea orașului Belgrad la propunerea Secretariatului pentru Protecția Mediului. Activul natural protejat Marea Insulă a Războiului este format din două insule, Marea Insulă a Războiului și Mica Insulă a Războiului. Apele insulei au fost declarate zonă naturală de reproducere a peștilor din zonele de pescuit „Dunărea III” și „Sava II”.
Împreună cu Mica Insulă a Războiului, Marea Insulă a Războiului a fost plasată sub protecție pentru păstrarea caracteristicilor peisajului pitoresc și a valorilor peisajului primar netulburat de o importanță excepțională pentru conservarea habitatelor, a rarităților naturale, a păsărilor rare și pe cale de dispariție din zonele umede, cu semnificație ecologică, cultural-istorică și recreativă pentru orașul Belgrad.
Zona protejată are un regim de protecție de nivel 1 și un caracter de rezervație naturală specială și include întreaga Mare Insulă a Războiului, zona de coastă a Marei Insule a Războiului, complexul forestier, zonele umede din cadrul Marei Insule a Războiului și corpurile de apă din jurul Micii Insule a Războiului.